# 盛者必衰の理、お断り
「盛者必衰の理、お断り」（じょうしゃひっすいのことわり、おことわり）は、日本のロックバンド、KANA-BOONの楽曲で、メジャー・デビューシングル。2013年9月25日、Ki/oon Musicからリリースされた。

## 概要
Ki/oon Musicの20周年記念オーディションで、4,000組の中からグランプリに選ばれた、KANA-BOONのシングル。同年8月4日にROCK IN JAPAN FESTIVAL 2013のWING TENTに出演した際、メジャーデビュー、そしてこのシングルのリリースを発表した。
リリースは初回生産限定盤と通常盤の2形態で行われ、このうち初回生産限定盤には2013年7月4日、東京・下北沢SHELTERで開催されたライブから、ライブ映像を3曲収録したDVDが同梱されている。

## 収録内容

### CD
- 全作詞、作曲：谷口鮪

1. 盛者必衰の理、お断り [4:04]
歌詞には、『平家物語』や『寿限無』の一節が引用されている[7]。PVには、東加奈子が出演している。
2. かけぬけて [4:57]
自主制作シングル『手も足も出ない』収録曲のアレンジ。
3. ハッピーエンド [2:21]

### DVD（初回生産限定盤のみ）
- LIVE at 下北沢SHELTER

1. ストラテジー
2. さくらのうた
3. ないものねだり

## チャート成績
オリコンチャートのCDシングル週間ランキングでは、2013年10月07日付のランキングで初登場で最高順位10位を記録し、TOP10を獲得した。さらに2013年9月度の月間チャートでは発売初月に0.8万枚を売り上げ、47位を獲得した。
ビルボードのシングルチャートでは、2013年10月7日付のランキングで、5位を獲得している。